# Zaireichthys
Zaireichthys is een geslacht van straalvinnige vissen uit de familie van de kuilwangmeervallen (Amphiliidae).

## Soorten
- Zaireichthys brevis (Boulenger, 1915)
- Zaireichthys camerunensis (Daget & Stauch, 1963)
- Zaireichthys compactus Seegers, 2008
- Zaireichthys conspicuus Eccles, Tweddle & Skelton, 2011
- Zaireichthys dorae (Poll, 1967)
- Zaireichthys flavomaculatus (Pellegrin, 1926)
- Zaireichthys heterurus Zaireichthys heterurus
- Zaireichthys kafuensis
- Zaireichthys kavangoensis Eccles, Tweddle & Skelton, 2011
- Zaireichthys kunenensis Eccles, Tweddle & Skelton, 2011
- Zaireichthys lacustris Eccles, Tweddle & Skelton, 2011
- Zaireichthys mandevillei (Poll, 1959)
- Zaireichthys maravensis Eccles, Tweddle & Skelton, 2011
- Zaireichthys monomotapa Eccles, Tweddle & Skelton, 2011
- Zaireichthys pallidus Eccles, Tweddle & Skelton, 2011
- Zaireichthys rotundiceps (Hilgendorf, 1905)
- Zaireichthys wamiensis (Seegers, 1989)
- Zaireichthys zonatus Roberts, 1968